# Protoglobalizare
Protoglobalizarea sau globalizarea modernă timpurie este o etapă din istoria globalizării, cuprinsă cu aproximație între anii 1600 și 1800, după perioada globalizării arhaice. Acest concept a fost propus pentru prima dată de către istoricii A.G. Hopkins și Cristopher Bayly. Termenul de protoglobalizare descrie etapa de intensificare a legăturilor comerciale și a schimburilor culturale care a caracterizat perioada premergătoare „globalizării moderne” din secolul al XIX-lea.  
Spre deosebire de globalizarea modernă, protoglobalizarea s-a remarcat printr-o politică de expansiune, un anumit mod de gestionare a comerțului mondial și un nivel ridicat de schimburi de informație. Acordurile comerciale care au marcat această perioadă au fost cele legate de Compania Indiilor de Est, de trecerea hegemoniei dinspre est înspre Europa de Vest, de creșterea conflictelor de mare amploare (precum Războiul de Treizeci de Ani) între marile puteri și apariția unor noi ramuri comerciale - în special comerțul cu sclavi. Datorită comerțului triunghiular, Europa a avut acces la resursele din emisfera vestică. De altfel, apariția anumitor epidemii, alături de schimbul de culturi de plante și de animale, au jucat un rol important în procesul protoglobalizării, conform noțiunii de „schimb columbian” formulate de Alfred Crosby. În acest proces, prin intermediul comerțului și schimbului de informații, este implicat un număr mare de comercianți europeni, musulmani, sud-asiatici și chinezi, în special în regiunea Oceanului Indian. 
Tranziția de la protoglobalizare la globalizarea modernă a fost, pe de o parte, marcată de o rețea globală mai complexă, bazată atât pe schimburi capitaliste, cât și pe schimburi tehnologice și, pe de altă parte, a fost cea care a dus la colapsul semnificativ al schimburilor culturale.

## Descriere

Curtea Bursei de valori din Amsterdam, cca 1670

Deși în secolele al XVII-lea și al XVIII-lea s-a înregistrat o dezvoltare a imperialismului occidental în cadrul sistemului mondial, pe durata protoglobalizării a evoluat și interacțiunea dintre Europa occidentală și sistemele care se formaseră între națiunile din Asia de Est și Orientul Mijlociu. Protoglobalizarea a fost caracterizată de o perioadă de conciliere între sistemele de guvernământ și tradițiile din fiecare țară, regiunile și principalele religii mondiale în cadrul „Noii ordini mondiale” a comerțului global, imperialismului și alianțelor politice. Acest fenomen a fost descris de istoricul A.G. Hopkins drept „produsul comun al lumii contemporane și al trecutului îndepărtat”.   
Hopkins afirmă că „globalizarea rămâne un process incomplet: promovează fragmentarea, dar și uniformitatea, poate fi atât un regres, cât și un progres, sfera sa geografică de acțiune poate manifesta o preferință pronunțată către o anumită regiune, nu se poate prezice cu exactitate în ce direcție se va îndrepta și cu ce viteză și, cu siguranță nu se poate presupune că are o „logică internă” de sine stătătoare. Înainte de protoglobalizare, „marii regi și războinici, în căutare de bogății și onoruri în ținuturi fabuloase, pelerinii,… și prinții negustori” și-au pus amprenta pe rețelele globalizatoare. Procesul a continuat și a dezvoltat multe dintre aspectele care țineau de globalizarea arhaică, precum importanța orașelor, a migranților și a specializării activităților desfășurate. 
De asemenea, protoglobalizarea a fost marcată de două schimbări majore în domeniul politic și cel economic: „reconfigurarea sistemelor statale, creșterea finanțelor și a producției pre-industriale, dar și dezvoltarea serviciilor”. Mai multe state au început simultan să „își consolideze conexiunile existente între teritoriu, impozitare și suveranitate”. În această perioadă, procesul globalizării s-a concentrat exclusiv pe lumea materială și pe forța de muncă necesară creării sale. Era protoglobalizării a fost o etapă de „creștere a eficienței în sectorul tranzacțiilor” datorită unor culturi agricole noi - zahărul, tutunul, ceaiul, cafeaua și opiumul, diferite de culturile de care dispunea globalizarea arhaică. Îmbunătățirea gestionării economice a dus de asemenea la extinderea rețelelor de transport, creând o serie complexă de legături între Est și Vest. Extinderea rutelor comerciale a dus la așa-numita „revoluție verde”, bazată pe sistemul plantațiilor și exportul de sclavi din Africa.

## Precursori
În timpul perioadei pre-moderne, anumite forme timpurii de globalizare începuseră deja să afecteze sistemul global, marcând o etapă pe care istoricul A.G. Hopkins a numit-o globalizare arhaică. Sistemul global care a dus la protoglobalizare a fost unul care s-a bazat pe una sau pe mai multe puteri hegemonice, acestea din urmă asimilând culturile învecinate în propriul sistem politic, purtând războaie în alte țări și dominând comerțul mondial. 

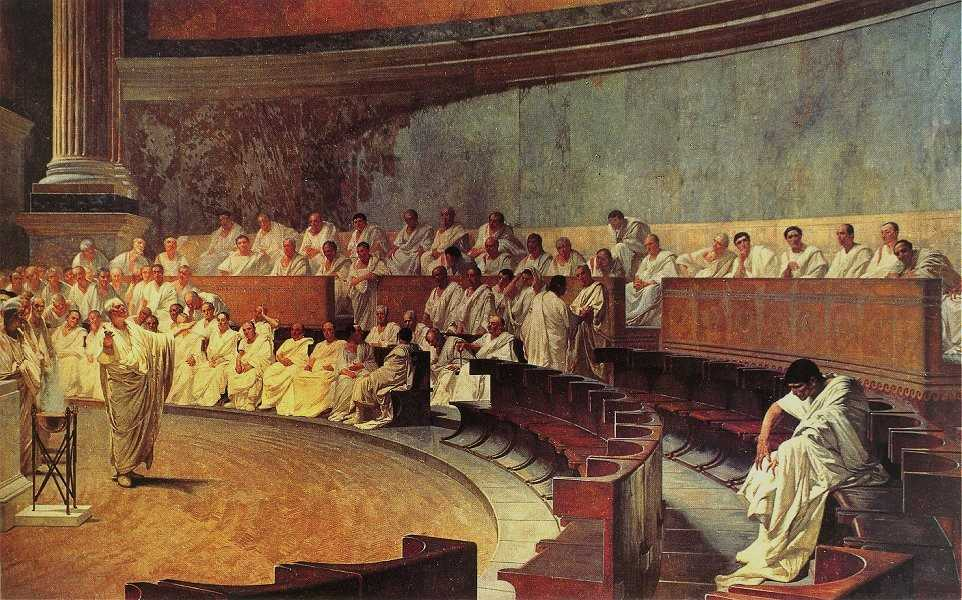
Reprezentarea unei ședințe a Senatului Roman

O mare putere din perioada globalizării arhaice a fost Imperiul Roman, forța care a unit populațiile din Bazinul mediteranean și Europa de Vest printr-o serie de campanii militare și politice de lungă durată, extinzând sistemul de guvernare roman și valorile romane în zone subdezvoltate. Regiunile cucerite au devenit provincii ale imperiului și avanposturile militare romane din aceste provincii au devenit orașe cu structuri proiectate de către cei mai buni arhitecți romani. Toate aceste lucruri au accelerat procesul de extindere a stilului de viață „modern” al Romei, aceasta din urmă absorbând tradițiile și credințele native ale culturilor cucerite. De asemenea, ideologia naționalistă, precum și propaganda care susținea armata romană, succesul militar, curajul și valorile, au consolidat extinderea imperiului de-a lungul Europei de Vest și de-a lungul zonei mediteraneene. De altfel, apeductele bine construite ale imperiului, orașele, flotele rezistente și eficiente, navele și un sistem organizat de drumuri pavate au facilitat călătoriile, acestea devenind mai rapide și mai ușoare, îmbunătățind rețelele comerciale care legau imperiul de statele învecinate și de provincii. 
În timpul dinastiei Han, sub domnia lui Han Wudi (141-87 î.Hr.), guvernul chinez s-a unit și a devenit destul de puternic încât să determine noul stat să încurajeze demersurile imperialiste în țările învecinate din Asia de Est. Imperialismul promovat de Han din China a fost un sistem de dominare pacifist, care s-a concentrat în principal pe relațiile diplomatice și comerciale. Dezvoltarea imperiului condus de Han a facilitat schimburile comerciale și culturale cu aproape toată lumea cunoscută și, pornind din Asia, mătăsurile chinezești s-au răspândit în Asia Centrală și Europa, ajungând chiar la Roma. China a devenit și mai receptivă la influența străină odată cu dinastia timpurie Tang, aceasta din urmă devenind un mare imperiu.  Comerțul de peste mări cu India și cu Orientul Mijlociu a crescut rapid, în timp ce estul Chinei și țărmurile sudice, odată recunoscute ca regiuni lipsite de importanță și îndepărtate, au devenit treptat zone de prim rang ale comerțului internațional. De altfel, în timpul dinastiei Song, datorită îmbunătățirilor tehnologice implementate în construcția de nave și în navigație, flota Chinei a devenit mai puternică, iar comerțul maritim chinez a crescut semnificativ. 
Totuși, puterea Chinei a început să scadă în secolul al XVI-lea, atunci când conducătorii următoarei dinastii Ming au neglijat importanța comerțului maritim. Aceștia au abandonat dominația navală și controlul asupra comerțului cu mirodenii, încetinindu-l, iar puterile europene și-au făcut apariția. Portugalia, prin progresele tehnologice în arhitectura navală, armament, navigație și marinărie, a preluat controlul asupra comerțului cu mirodenii și a îngenuncheat flota chineză. Astfel au luat naștere imperialismul european și era hegemoniei europene, deși China a continuat să controleze mare parte din zonele sale destinate comerțului.

## Transformarea sistemelor comerciale

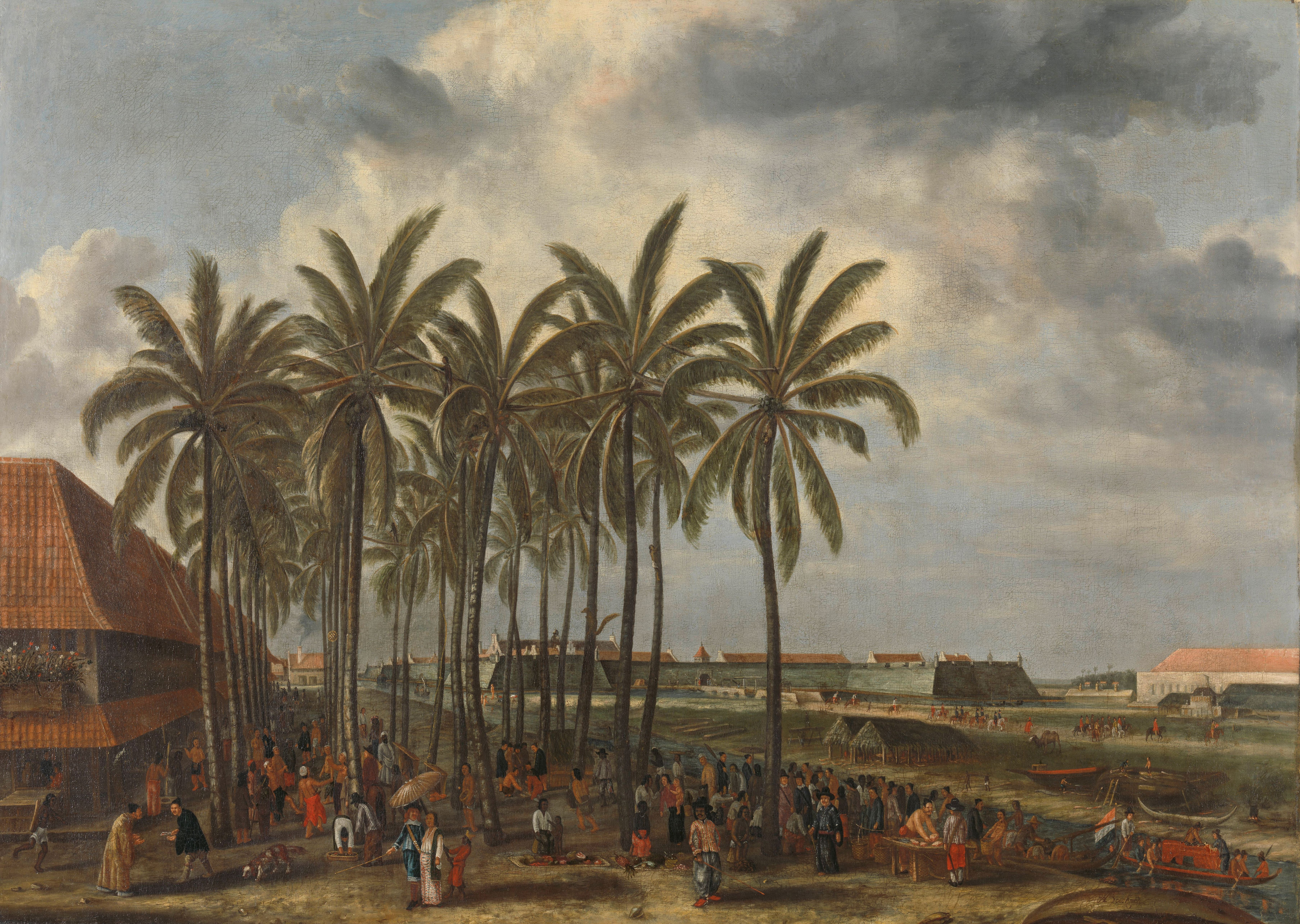
Batavia, capitala Indiilor de Est olandeze, cca. 1661

Una dintre cele mai semnificative diferențe dintre protoglobalizare și globalizarea arhaică o reprezintă trecerea de la comerțul internațional cu rarități la cel de mărfuri. În secolele al XII-lea și al XIII-lea, practica obișnuită era reprezentată de comerțul cu obiecte necunoscute și rare între popoare aparținând unor culturi diferite. O formă de comerț populară în timpul globalizării arhaice era cea în care negustorii europeni navigau către anumite zone din India sau China pentru a cumpăra articole de lux precum porțelanul, mătasea sau mirodeniile.
Negustorii perioadei pre-moderne făceau de asemenea negoț cu medicamente și anumite alimente, cum ar fi trestia de zahăr sau alte plante de cultură. Deși aceste lucruri nu erau ca atare rarități, medicamentele și produsele alimentare comercializate erau apreciate pentru beneficiile aduse sănătății și funcționării corpului uman. În timpul protoglobalizării mai des întâlnit era comerțul cu diferite mărfuri, cum ar fi bumbacul, orezul și tutunul. Trecerea la comerțul specific protoglobalizării a însemnat „apariția ordinii internaționale moderne” și dezvoltarea expansiunii capitaliste timpurii care a început în Atlantic în secolul al XVIII-lea și s-a răspândit în întreaga lume până în anul 1830.

### Comerțul transatlantic cu sclavi
Unul dintre principalele motive care au dus la creșterea volumului de marfă a fost dezvoltarea comerțului cu sclavi.  

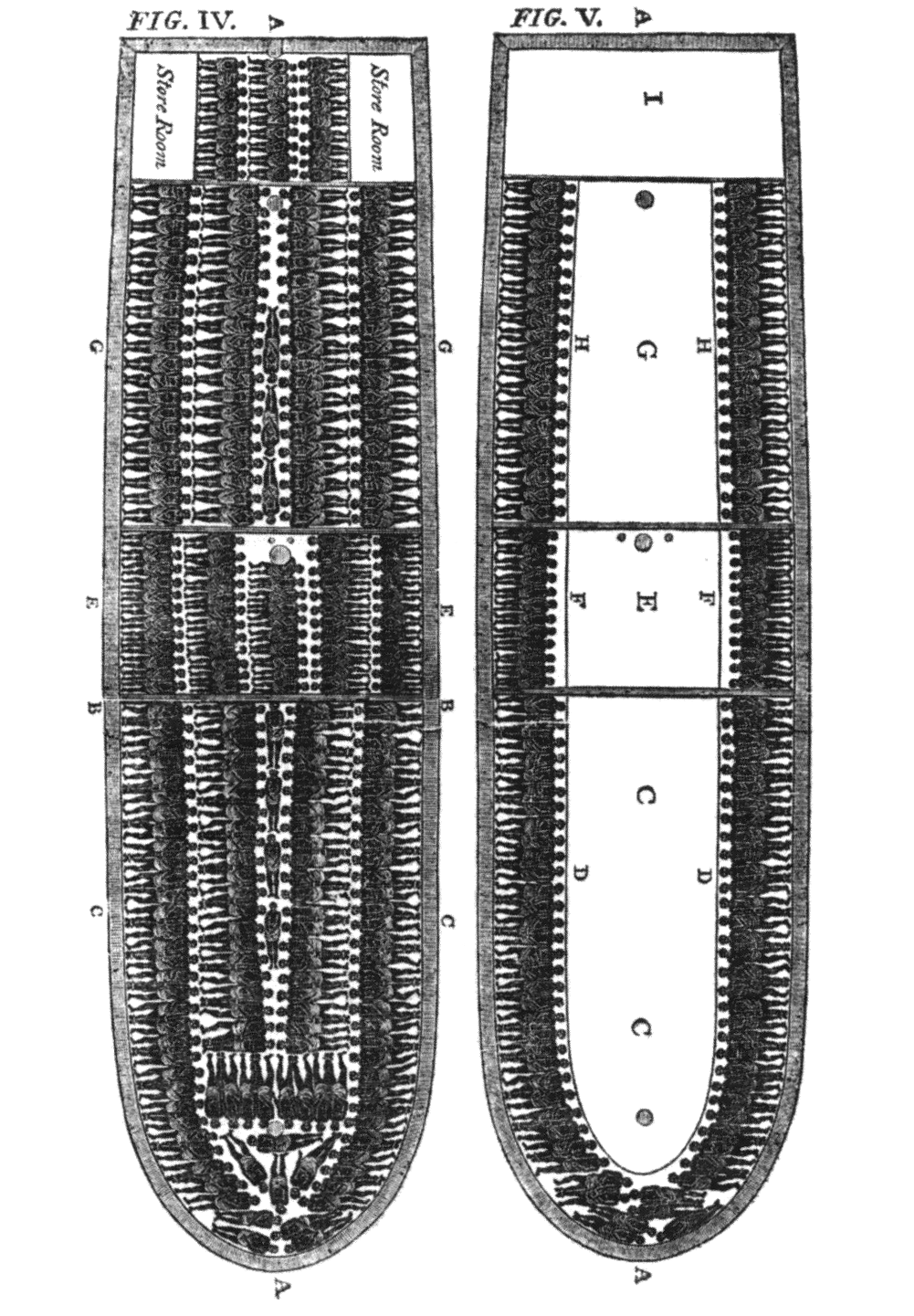
Diagrama unei nave de sclavi din perioada Comerțului transatlantic cu sclavi, dintr-un Sumar al dovezilor prezentate în fața unui comitet restrâns al Camerei Comunelor din 1790 și 1791.

Utilizarea sclavilor înainte de secolul al XV-lea a fost doar o practică minoră la nivelul forței de muncă și nu a fost crucială în dezvoltarea produselor și a bunurilor. Totuși, pe fondul lipsei forței de muncă autohtone, aceasta a crescut treptat. După anul 1500, ascensiunea unor despoți locali și înființarea unor plantații în Sao Tome au reprezentat începutul relațiilor comerciale cu Regatul Kongo-ului, Africa Centrală și de Vest fiind astfel implicate în comerțul transatlantic cu sclavi. Portughezii au înființat un punct de export de sclavi în Agadir, un port la Atlantic pe care l-au folosit mai ales în prima jumătate a secolului al XVI-lea. De asemenea, coloniile portugheze de pe subcontinentul brazilian au permis deschiderea pieței americane cu sclavi, iar sclavii au fost expediați din Sao Tome direct în America de Sud. Și europenii au profitat de Comerțul transatlantic cu slavi în prima jumătate a secolului. Navele europene își procurau sclavii din Peninsula Iberică, cu toate acestea, proprietarii europeni ai acestora făceau parte numai din familii bogate, aristocrate, din cauza costurilor ridicate ale sclavilor și a forței de muncă ieftine a țăranilor folosiți pentru muncile agricole. Aproximativ 10,2 milioane de africani au supraviețuit traversării Atlanticului între anii 1450 și 1870. Nevoia continuă de sclavi s-a datorat cererii de consum a europenilor, care considerau că era mai ieftin să importe culturi și mărfuri decât să le producă singuri. 
De-a lungul secolului al XVII-lea, s-au purtat multe războaie între companiile dependente economic de comerțul cu sclavi. Compania Indiilor de Vest a obținut din aceste războaie (mai precis din cele cu Portugalia) un număr mare de sclavi prin capturarea navelor inamice, iar între anii 1623 și 1637, 2336 dintre aceștia au fost luați prizonieri  și vânduți în Lumea Nouă. Vânzarea sclavilor în Lumea Nouă a dus la deschiderea de avanposturi comerciale în America de Nord. Olandezii le-au stabilit pe primele dintre ele în Insula Manhattan, în 1613. Compania Indiilor de Vest a deschis de asemenea avanposturi comerciale în Caraibe și a dus sclavi unei colonii din Noua Olanda.  Folosirea forței de muncă a sclavilor a avut multe beneficii pentru economia și producția zonelor comerciale. Consumul în creștere de cafea, ceai și ciocolată în Europa a condus la cererea pentru producția de zahăr; 70% dintre sclavi erau folosiți exclusiv pentru producția intensivă de culturi. Comerțul cu sclavi a fost totodată benefic pentru călătoriile comerciale deoarece navigația constantă a permis în același timp investitorilor să cumpere acțiuni de mică valoare de la mai multe nave .  A. G. Hopkins afirmă că mulți cercetători, printre care și el, susțin că pentru bunăstarea multor națiuni, comerțul cu sclavi a fost esențial, atât în timpul, cât și după protoglobalizare, și că fără comerț, producția s-ar fi prăbușit. Investiția în nave și în tehnologia navală a grăbit dezvoltarea rețelelor comerciale complexe de-a lungul protoglobalizării și în timpul globalizării moderne.  

### Economia generată de plantații

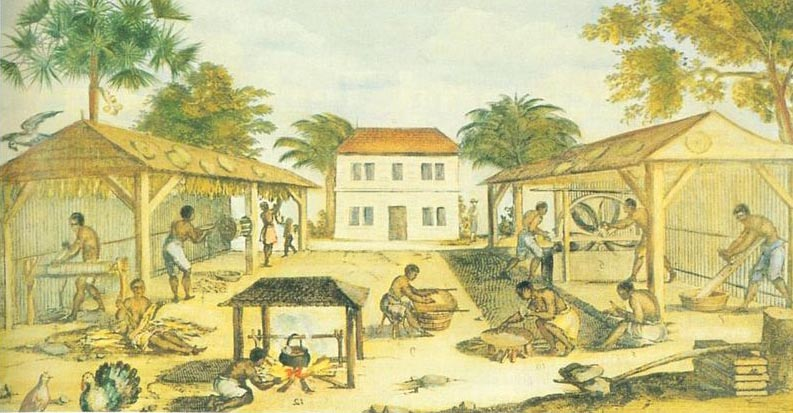
Sclavi prelucrând tutun în secolul al XVII-lea, Virginia

Apariția sclaviei s-a datorat deci creșterii cantității de recolte produse și comercializate, mai exact, dezvoltării economiei generate de plantații. Mărirea suprafețelor cultivate a fost principalul motiv pentru comerțul cu mărfuri din timpul protoglobalizării. Plantațiile erau folosite de către țările exportatoare (în principal America) pentru cultivarea materiilor prime necesare fabricării bunurilor care erau mai apoi  comercializate în cadrul economiei generate de plantații. Mărfurile comercializate într-o cantitate mai mare datorită acestei economii au fost în principal: tutunul, bumbacul, trestia de zahăr și cauciucul.  

#### Tutunul

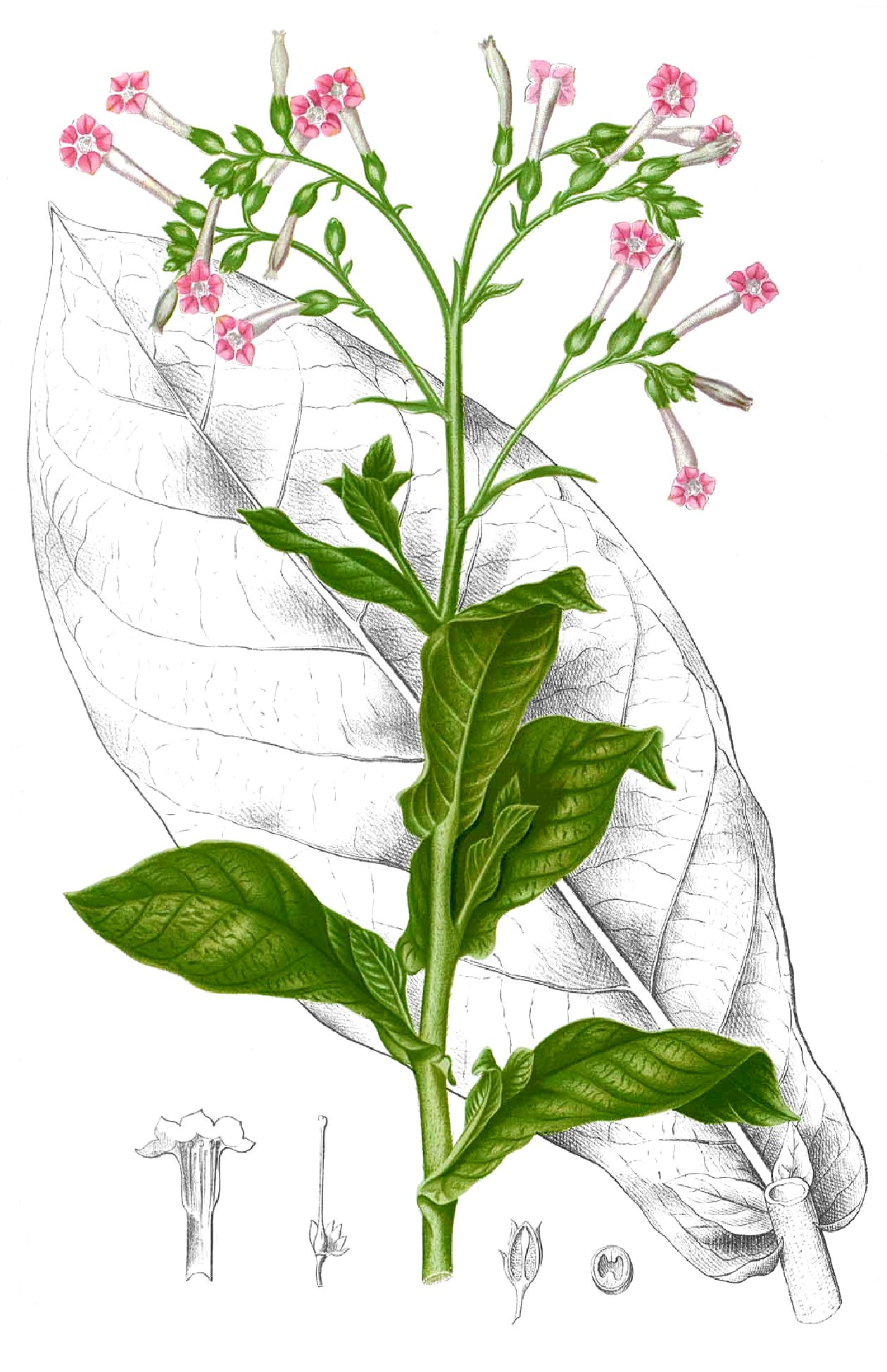
Nicotiana Tabacum

În a doua jumătate a secolului al XVI-lea, interesul europenilor pentru Lumea Nouă a gravitat în jurul aurului și argintului, și nu în jurul tutunului. Lipsa de interes a europenilor față de tutun s-a datorat faptului că amerindienii controlau industria tutunului; atâta timp cât amerindienii controlau oferta, nu era nevoie ca aceasta să fie introdusă în capitalismul comercial european.
Comerțul cu tutun a reprezentat o marfă nouă, la mare căutare în secolul al XVII-lea, datorită creșterii suprafețelor plantațiilor. Tutunul a început să fie folosit ca etalon monetar, de aici și termenul de „recoltă destinată vânzării”. Acesta a fost exportat pentru prima dată din coloniile de atunci ale Statelor Unite (în special din Virginia) în Londra, îmbogățind întreprinderile englezești iar, până în anul 1627, fuseseră expediate în Londra 500.000 de livre pe transport de tutun produs în Virginia.  Până în anul 1637, tutunul devenise moneda coloniei și până în 1639, Maryland exportase 100.000 de livre de tutun către Londra.   Succesul englezilor în producția de tutun a atras atenția multor europeni, în special a celor colonizați din insulele franceze Martinica și Guadelupa. Aceste insule s-au îmbogățit în scurt timp datorită producției lui și, până în 1671, aproximativ o treime din suprafețele culturilor destinate vânzării către insule erau cele de tutun.  În timp ce cultivarea tutunului a crescut, producția a înregistrat scăderi severe în anii următori din cauza profiturilor obținute din zahăr. Conform unui raport asupra exporturilor din Barbados, 82% din valoarea exportului realizat de insulă s-a datorat zahărului, și mai puțin de un procent a fost reprezentat de tutun. 

#### Trestia de zahar
Producția zahărului obținut din trestie a fost o altă o sursă importantă de comerț. Zahărul era originar din India, de unde a fost luat și cultivat pe teritoriul diferitelor insule. Odată ajunsă la locuitorii din Peninsula Iberică, această plantă a fost mai departe transportată dincolo de Oceanul Atlantic. În secolul al XVI-lea, primele plantații de trestie de zahăr au fost cele din Lumea Nouă, marcând ultima etapă importantă a migrației acesteia spre vest. Din cauza conflictului în ceea ce privește transportul zahărului sub formă brută, nu s-a putut vorbi de comerț până când nu a avut loc procesul de rafinare, un proces devenit nucleul industriei. Veneția a fost centrul de rafinare în timpul Evului Mediu, devenind astfel principalul comerciant de zahăr. Deși spaniolii și portughezii dețineau monopolul câmpurilor de trestie de zahăr din America, Veneția era cea care îi aproviziona. În secolul al XVII-lea, Veneția s-a aflat sub stăpânirea Angliei, care a devenit centrul de rafinare și cultivare a zahărului; această dominație s-a menținut până la dezvoltarea industriei franceze.  În secolul al XVII-lea, zahărul încă era considerat un lux, lucru care a durat până în a doua jumătate a secolului al XVII-lea, când a început să fie produs în cantități mari, fiind pus la dispoziția poporului englez.  Această răsturnare de situație a făcut ca zahărul să devină o marfă, deoarece produsul nu era folosit numai la ocazii speciale, ci și în toate mesele zilnice.

## Ostilități, războaie și imperialism

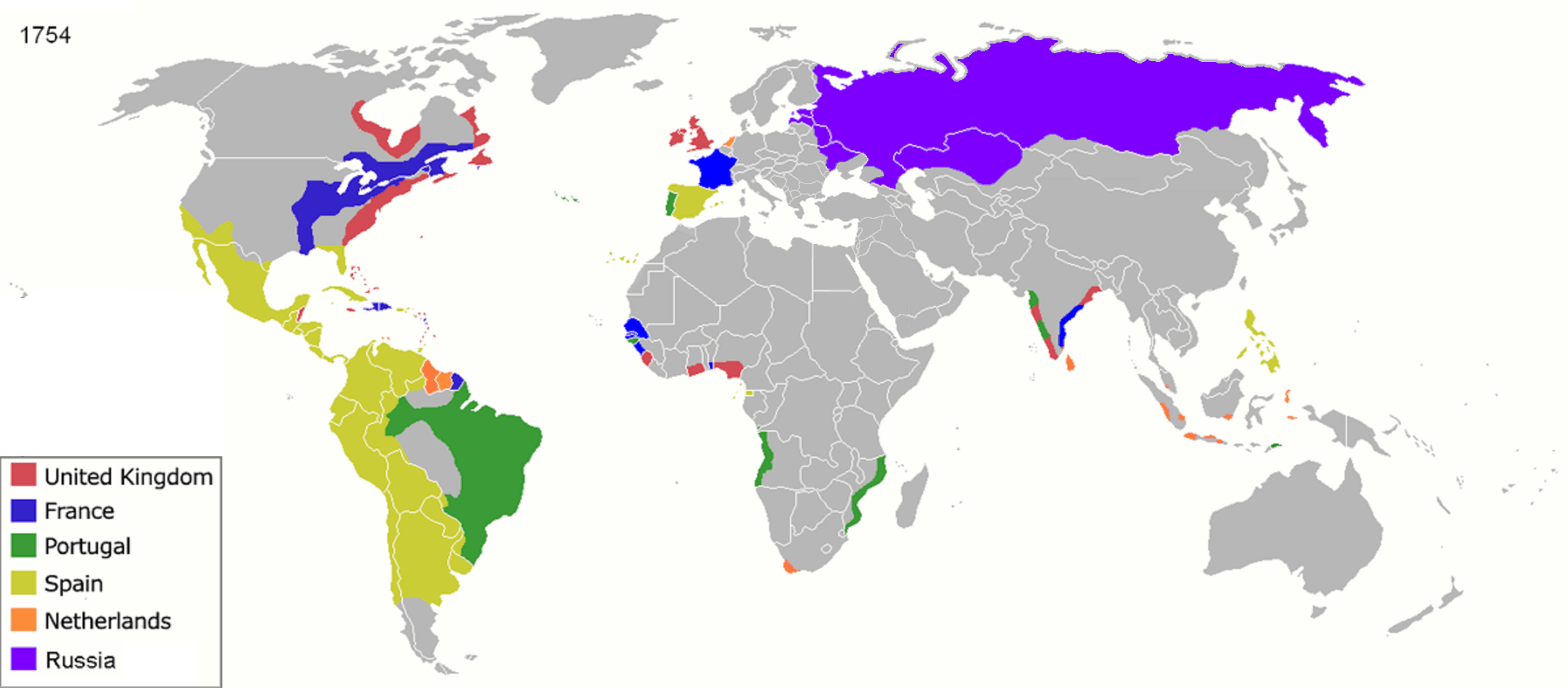
Harta imperiilor coloniale din întreaga lume în 1754

Protoglobalizarea s-a deosebit de globalizarea modernă prin practicile expansionismului, modul de gestionare a comerțului mondial, a resurselor financiare și a inovațiilor comerciale. Odată cu expansiunea marilor națiuni către Europa de Vest, a început și concurența dintre ele pentru obținerea dominației mondiale. Amplificarea conflictelor dintre aceste națiuni puternice, care urmăreau obținerea de bogății, a avut drept consecință preluarea controlului de către unele state asupra teritoriului altora și, mai apoi, aducerea în țara suverană a bogățiilor și bunurilor obținute din statul cucerit. Deși conflictele au avut loc în întreaga lume între anii 1600 și 1800, puterile europene s-au dovedit a fi mult mai bine pregătite să facă față presiunilor generate de război. Într-un citat aparținând lui Christopher Alan Bayly, se oferă o interpretare mai bună a acestor avantaje, afirmându-se că: ,,Europenii au devenit mult mai buni la uciderea oamenilor. Războaiele ideologice europene din secolul al XVII-lea au creat legături între război, resursele financiare și inovațiile comerciale, care au dus la mărirea tuturor aceste câștiguri. Acest lucru a oferit continentului un avantaj brut în contextul conflictelor mondiale care au izbucnit în secolul al XVIII-lea. Războiul din Europa de Vest a fost deosebit de complicat și costisitor într-o oarecare măsură deoarece s-a desfășurat atât pe uscat, cât și pe apă.”   Aceste națiuni trecute prin grele încercări s-au luptat pentru propriile nevoi, însă, de fapt, reușita lor a dus la avansarea Europei pe piața mondială. În fiecare dintre paragrafele următoare vor fi clarificate aspecte ce țin de istoria mai multor conflicte importante. Indiferent de natura războiului  - religios sau comercial, impactul său a fost puternic resimțit în întreaga lume. Victoriile britanicilor în timpul războaielor anglo-olandeze au condus la dominația asupra transportului comercial și puterii navale. Războiul franco-indian dintre puterile franceze și cele engleze s-a încheiat cu victoria britanicilor și a dus la dominația continuă asupra întreprinderii maritime. Războiul de Independență al Statelor Unite ale Americii  a marcat începutul schimbului de putere pentru controlul piețelor străine. 

### Războiul civil englez
Războiul civil englez a fost un conflict care a avut la bază nu doar convingeri religioase și politice, ci și economice și sociale. A fost un război care a avut loc între anii 1642 și 1651 între susținătorii parlamentului și regaliști, având mai multe ramificații. Carol I și susținătorii săi au luptat în primele două etape ale războiului, ceea ce a dus la dizolvarea Parlamentului de către regele Carol I, Parlament care nu mai fusese convocat de peste zece ani.
Motivele acestei dizolvări au fost că susținătorii Parlamentului cel lung au încercat să adopte două rezoluții în legislația engleză. Prin una dintre rezoluții se condamnau cei care impuneau impozite fără consimțământul Parlamentului, etichetându-i drept dușmani ai Angliei, iar cealaltă afirma faptul că inovațiile religioase aveau să primească aceeași etichetă. Fiecare dintre aceste politici îl vizau pe Carol I deoarece era un conducător slab și un susținător al catolicismului. Acest lucru a determinat Revolta Puritanilor și, în cele din urmă, a condus la procesul și execuția lui Carol I pentru trădare. Al treilea Război civil englez s-a desfășurat între anii 1649 și 1651. De data aceasta, războiul s-a dat între regele Carol al II-lea, fiul lui Carol I și susținătorii Parlamentului. Bătălia de la Worcester, care a avut loc în anul 1651, a marcat sfârșitul Războiului civil englez. Carol al II-lea și alte forțe regaliste au fost înfrânți de parlamentari și de conducătorul lor, Oliver Cromwell. Acest război a condus țara spre direcții diferite, atât în ceea ce privește  convingerile religioase și politice, cât și în ceea ce le privește pe cele economice și sociale. De asemenea, războiul a stabilit în mod constituțional că niciun rege britanic nu avea voie să conducă fără să primească mai întâi aprobarea Parlamentului. 

### Războiul anglo-olandez

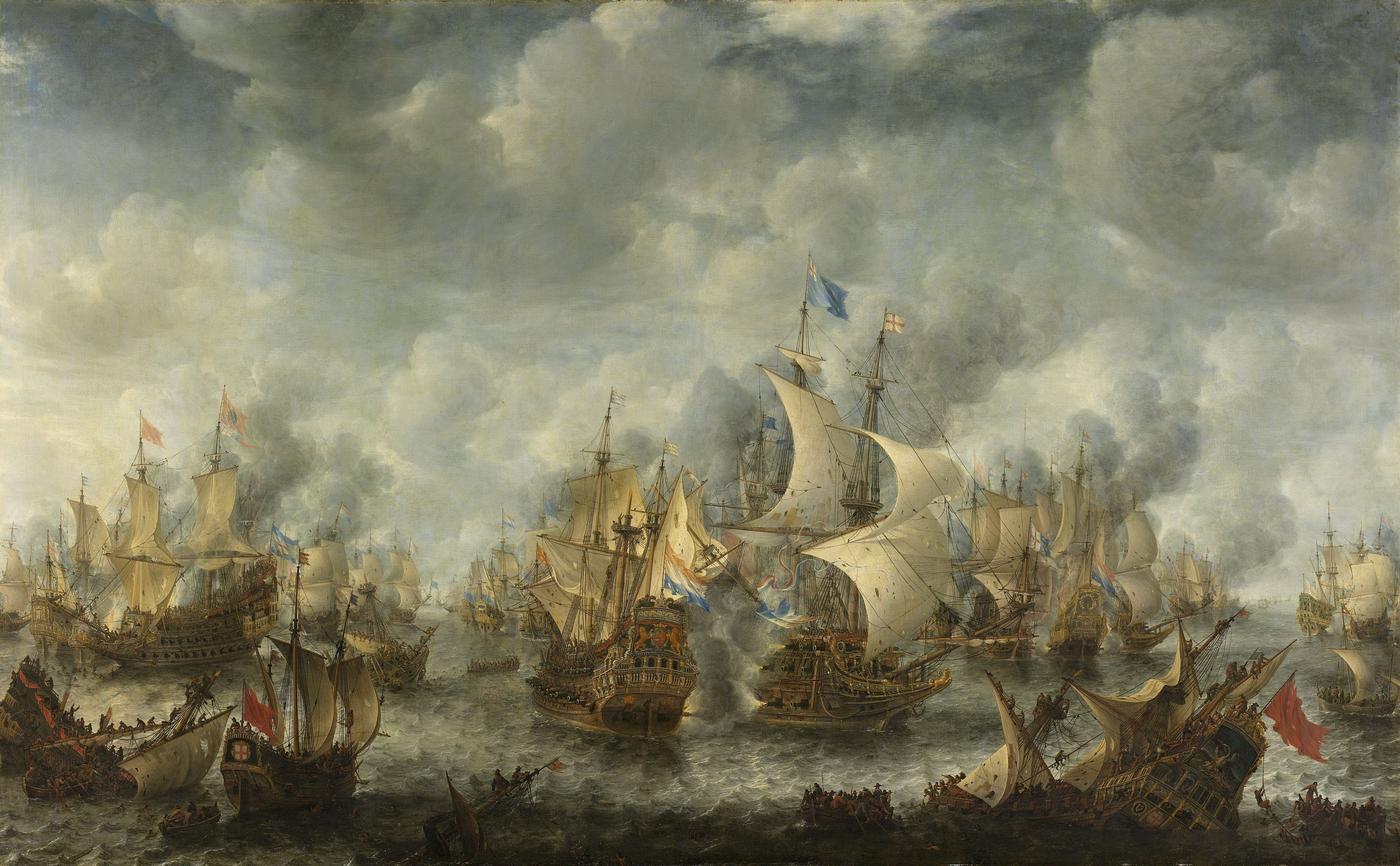
Bătălia de la Scheveningen, 10 august 1653 pictată de Jan Abrahamsz Beerstraaten, la cca. 1654, prezintă imaginea de ansamblu a bătăliei de pe țărmul olandez.

Războiul anglo-olandez (1652-1654) a fost un conflict naval desfășurat între Anglia și Republica Olandeză, care a izbucnit din cauza concurenței în domeniul maritim comercial și care s-a concentrat mai ales pe Indiile de Est.   Primul Act de navigație interzicea importul de mărfuri, cu excepția cazului în care transportul era făcut fie în nave englezești, fie în nave din țara de origine. A fost o politică îndreptată împotriva olandezilor, iar luptele au izbucnit la data de 19 mai 1652, cu o minoră altercație între flotele olandeze și cele engleze.  Războiul a început oficial în iulie, iar luptele au continuat timp de doi ani. Bătălia de la Scheveningen, numită și Bătălia de la Texel, a fost ultima bătălie majoră având loc în anul 1653, luna iulie. Tratatul de la Westminster, care marca încheierea războiului și obliga Republica Olandeză să respecte Actul de navigație, precum și să ofere Angliei despăgubiri pentru război, a fost semnat în aprilie 1654.

### Războiul franco-indian

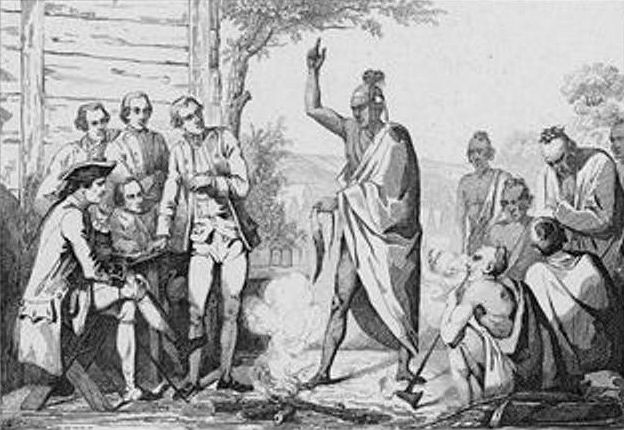
Discuție între liderii francezi și cei indieni în jurul unui foc ceremonial, realizat de Émile Louis Vernier

Războiul franco-indian a fost purtat între coloniile Marii Britanii și cele ale Franței, ambele țări fiind susținute de numeroase colonii amerindiene. Războiul franco-indian a fost teatrul nord-american al Războiului de Șapte Ani, război care se desfășura în Europa la vremea respectivă. Creșterea populației din teritoriului britanic în toată America de Nord a forțat extinderea spre vest; însă, acest lucru a întâmpinat rezistență din partea francezilor, dar și din partea aliaților lor amerindieni.   Forțele franceze au început să pătrundă în teritoriul britanic, construind numeroase forturi pregătite să apere teritoriul nou cucerit. Începutul războiului a fost în favoarea francezilor și aliaților lor amerindieni care au reușit să  învingă forțele britanice de nenumărate ori, britanicii fiind capabili să opună rezistență de abia începând  cu anul 1756. Orașul Pittsburgh a fost un centru de luptă în timpul Războiului Franco-Indian datorită poziției geografice centrale unde se unesc cursurile a trei râuri: Allegheny, Monongahela și Ohio. Poziția Pittsburgh-ului de astăzi a reprezentat un avantaj pentru controlul naval. Deținerea unei asemenea poziții a asigurat nu doar dominația navală, ci și extinderea activităților economice, permițând expedierea și primirea cu ușurință a mărfurilor. Forțele franceze și britanice au pretins drepturile asupra acestei regiuni; francezii au înființat Fortul Duquesne, iar britanicii Fortul Pitt. Fortul Pitt a fost construit în anul 1758 după ce forțele franceze au abandonat și distrus Fortul Duquesne.  Războiul franco-indian s-a încheiat în anul 1763, după ce forțele britanice au reușit să își apere provinciile Quebec și Montreal în fața francezilor, Tratatul de la Paris fiind semnat pe 10 februarie.  Francezii au fost nevoiți să cedeze teritoriul Americii de Nord, oferindu-i Angliei control până la râul Mississippi. Efectele acestul război au fost puternic resimțite de către coloniile britanice din America de Nord. Anglia a impus numeroase taxe asupra coloniștilor pentru a controla teritoriul nou cucerit. Aceste tensiuni au dus în cele din urmă la război de independență, dar și la o schimbare de putere în ceea ce privește dominația în lumea economică. 

### Războiul revoluționar american

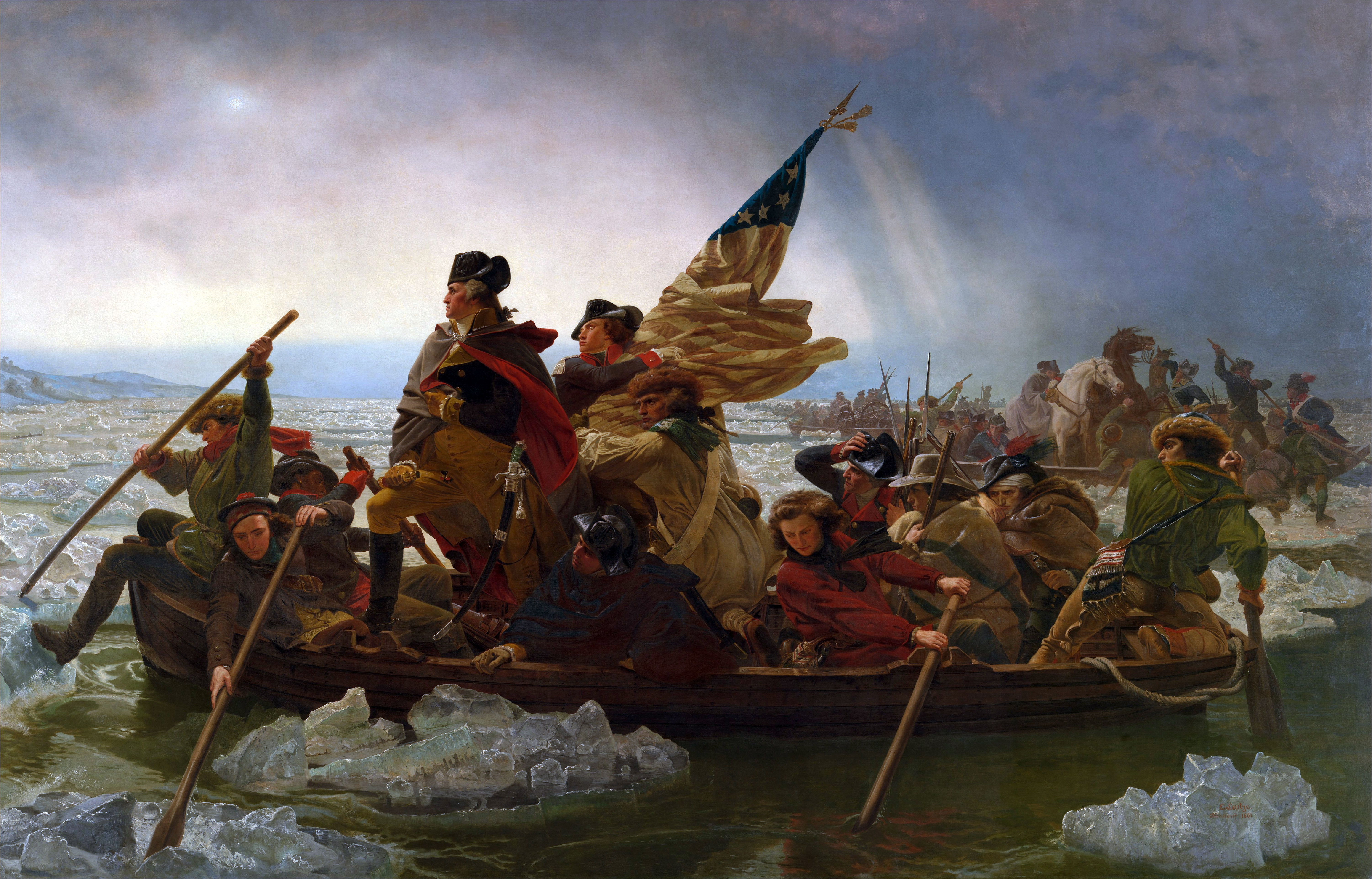
Reprezentarea stilizată a momentului în care Washington traversează Delaware, realizată de către Emanuel Leutze (1851)

Războiul revoluționar american a fost un război purtat între Regatul Marii Britanii și cele 13 colonii din America de Nord. Războiul a avut loc între anii 1775-1783 și a început cu bătălia de la Bunker Hill, unde mai mult de 1150 de soldați britanici au fost uciși sau răniți, adică aproape jumătate din întreaga armata britanică care a fost prezentă la luptă. Pierderile suferite de americani au fost mult mai puțin severe, estimându-se un total de 450 morți și răniți. Cu toate acestea, britanicii au reușit să preia controlul și să împingă Armata Continentală nou formată înapoi spre orașul Boston, care, de asemenea, a fost preluat în scurt timp de către forțele britanice. Înainte de bătălia de la Bunker Hill, armatele britanice și-au început asaltul asupra coloniilor americane în bătăliile de la Lexington și Concord din aprilie 1775. Armatele britanice căutau depozite pentru provizii aparținând coloniștilor, dar au întâmpinat rezistență și au fost întoarse la Concord, fiind depășite numeric de forțele Minutemen. Prin Declarația de Independență, semnată pe 4 iulie 1776 de Cel de-al Doilea Congres Continental, cele treisprezece colonii ale Americii de Nord au fost declarate independente de Regatul Unit al Marii Britanii. De asemenea, Congresul a permis finanțarea unei Armate Continentale, fiind prima dată când un organ politic american gestiona afacerile militare. Britanicii au dominat la începutul războiului, deținând soldați și armate continentale, și câștigând teritorii vaste în toată America de Nord. Cu toate acestea, coloniștii au întors soarta bătăliei în favoarea lor în anul 1777, obținând prima lor victorie importantă în fața forțelor britanice la bătălia de la Saratoga. În restul războiului, victoriile au fost obținute când de britanici, când de coloniști, dar alianța din 1778 a coloniștilor americani cu Franța a adus situația pe picior de egalitate și a fost de un mare ajutor în ultimul atac pentru înfrângerea armatei și marinei britanice. În 1781, forțele americane și franceze au reușit să oprească fuga armatei britanice de sud în Yorktown, punând astfel capăt marelui război al Revoluției. Prin Tratatul de la Paris, semnat în 1783, coloniile americane deveneau state independente. SUA, cu statele nou formate, a suferit numeroase tranziții pentru a deveni una dintre cele mai importante puteri economice și militare din lume. 

## Tratate și convenții

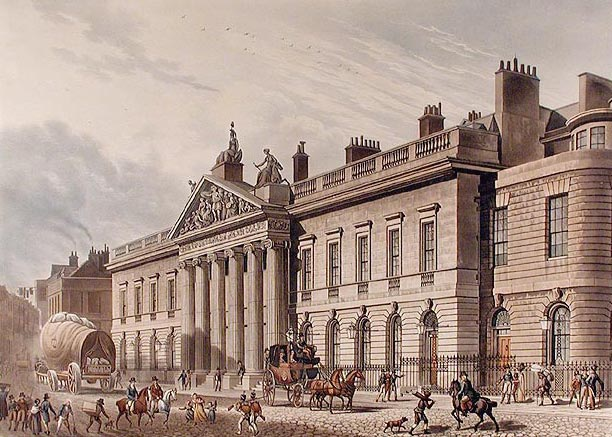
East India House, sediu al Companiei Indiilor de Est, extinsă, strada Leadenhall, Londra, reconstruită între anii 1799-1800 de către arhitectul Richard Jupp (așa cum se vedea în jurul anului 1817; demolată în 1929)

O mare parte a comerțului din perioada protoglobalizării a fost reglementată de Europa. Globalizarea, din punct de vedere economic, s-a bazat pe Compania Indiilor de Est. Compania Indiilor de Est a fost alcătuită dintr-un număr de întreprinderi constituite în Europa Occidentală în secolele XVII-XVIII, create inițial pentru a continua comerțul în Indiile de est. Compania a controlat comerțul din India către Asia de Est și de Sud-Est.  
Comerțul triunghiular și felul în care acesta a conectat lumea au avut o contribuție majoră în procesul de globalizare. Numit și triunghiul comerțului, acesta a fost un sistem folosit pentru a conecta trei zone ale lumii prin comerț. Odată comercializate, obiectele și bunurile erau expediate către alte părți ale lumii, făcând din comerțul trunghiular un element fundamental pentru comerțul mondial. Sistemul comerțului triunghiular a fost condus de către europeni, sporindu-le astfel puterea globală.  
Europenii navigau spre coasta Africii de Vest și duceau regilor africani bunuri fabricate (arme și muniții) în schimbul sclavilor.  De acolo, sclavii urmau să fie trimiși în Indiile Occidentale sau pe coasta de est a Americii de Nord pentru a munci. Mărfuri precum bumbacul, melasa, zahărul, tutunul erau trimise din aceste locuri înapoi în Europa. Europenii își foloseau de asemenea mărfurile și făceau comerț cu țările asiatice pentru ceai, țesături și mirodenii. Comerțul triunghiular a fost, într-un fel, o convenție pentru rutele comerciale stabilite, ceea ce a dus la o integrare globală mai mare și a contribuit în cele din urmă la globalizare.   
În paralel cu exercitarea controlului pe care Europa l-a căpătat asupra comerțului mondial, au apărut mai multe tratate și legi. În anul 1773 a fost adoptat Actul de Reglementare, stabilind normele afacerilor companiei în India și Londra.  În 1748, Tratatul de la Aix-La-Chapelle a pus capăt Războiului de Succesiune Austriacă, dar nu a reușit să soluționeze lupta comercială dintre Anglia și Franța în Indiile Occidentale, Africa și India.  Tratatul a fost o încercare de reglementare a comerțului și a expansiunii pieței între cele două regiuni, dar în cele din urmă a eșuat.  
În acea perioadă, globalizarea a fost afectată de război, boli și de creșterea populației în anumite zone.  Legea grânelor a fost stabilită pentru a reglementa importurile și exporturile de cereale în Anglia, limitând astfel comerțul și extinderea globalizării.  Bazate pe tarife și restricții la import, aceste legi au încetinit economia de piață și globalizarea. În cele din urmă, Teoria Ricardiană a economiei a devenit o componentă importantă și a permis îmbunătățirea reglementărilor în domeniul comercial, mai ales a celor cu Portugalia. 

## Tranziția la globalizarea modernă
Conform autorului Sebastian Conrad, protoglobalizarea este marcată de o ,,creștere a șovinismului național, a rasismului, a Darwinismului social și a gândirii genocidale”, care are legătură cu ,,stabilirea unei economii mondiale”.  Începând cu anul 1870, ciclul comerțului mondial a început să se consolideze, astfel că economiile mai multor națiuni au depins una de alta mai mult decât în orice epocă anterioară. Efectele domino din acest nou ciclu comercial duc atât la recesiuni la nivel mondial, cât și la explozii economice mondiale.   Modelski descrie perioada târzie a proto-globalizării ca fiind ,,o gamă densă de rețele globale care se extind în întreaga lume cu mare viteză și care acoperă toate componentele societății”.  Până în anul 1750, legăturile Europei, Africii, Asiei și Americii s-au transformat într-o interdependență multilaterală stabilă care a avut ecou în perioada globalizării moderne. 

### Tranziția capitalului
Deși lumea Nord-Atlantică a dominat sistemul global înainte de protoglobalizare, o ,,economie mondială multipolară” a început să se formeze la începutul secolului al XIX-lea, iar capitalul a devenit extrem de mobil. Până la sfârșitul secolului al XIX-lea, procentul capitalului deținut de britanici a fost de 17% peste hotare, iar nivelul capitalului investit în străinătate aproape s-a dublat până la 33% în 1913. Germania a investit o cincime din totalul economiilor interne în 1880 și, la fel ca Marea Britanie, s-a îmbogățit în mod spectaculos la începutul secolului al XX-lea. Investiția netă a economiilor naționale în operațiunile din străinătate a fost de 35% în 1860, 47% în 1880 și 53% în anii care au precedat Marele Război. Investițiile globale au înregistrat o creștere constantă în rândul societăților și a celor care au dispus de mijloacele necesare pentru a investi din ce în ce mai mult din economiile lor interne în investiții internaționale. 
Capacitatea de a mobiliza capitalul se datorează dezvoltării Revoluției industriale și începuturilor producției mecanice (cea mai vizibilă fiind cea din în Marea Britanie).  În timpul protoglobalizării, capitaliștii comercianți din multe societăți au devenit rapid conștienți de potențialele piețe și de noii producători și au început să le unească în noi modele de comerț mondial.  Extinderea producției bazate pe sclavi și exploatarea Americilor i-au plasat pe europeni în vârful rețelei economice. În perioada globalizării moderne, producția în masă a permis dezvoltarea unei rețele globale de comerț mai puternice și mai complexe. Un alt element al reușitei europene între anii 1750 și 1850 a fost limitarea și ,,eșecul relativ” al Revoluției Industriale afro-asiatice.  Înaintarea spre globalizarea modernă a fost marcată de scurgerea de capital în Europa.

### Tranziția culturală
Ca și în cazul capitalului, la sfârșitul protoglobalizării, au avut loc numeroase mobilități ale populației. Perioada protoglobalizării a fost una plină de ,,influență reciprocă, hibridizare și interconectare culturală”.  Mulți istorici condamnă această rețea de interconectări și acorduri naționale ca fiind cauza intensității și implicării masive în timpul Primului Război Mondial. Între anii 1750-1880, extinderea integrării mondiale a fost influențată de noile capacități de producție, transport și comunicare. Sfârșitul protoglobalizării a marcat, de asemenea, etapa finală a „marii domesticiri”. Procesul de exploatare agricolă regulată și intensivă a fost complet după anul 1650. Populația umană a început să crească aproape exponențial odată cu sfârșitul marilor pandemii. La sfârșitul protoglobalizării și la începutul globalizării moderne, populația din America Centrală și de Sud a început să își revină. În aceste regiuni, bolile provenite din Europa au dus la scăderea drastică a populațiilor indigene la începutul protoglobalizării. Importul de soiuri hrănitoare din America Centrală și de Sud a creat o populație mai fertilă și mai rezistentă, care a dus mai departe globalizarea modernă. Populația mai numeroasă a încurajat indivizii din zonele intens populate să „se împrăștie pe terenuri împădurite și pășuni mai puțin populate și să le cultive.” Această evoluție a condus la un influx în producția de bunuri și export. 

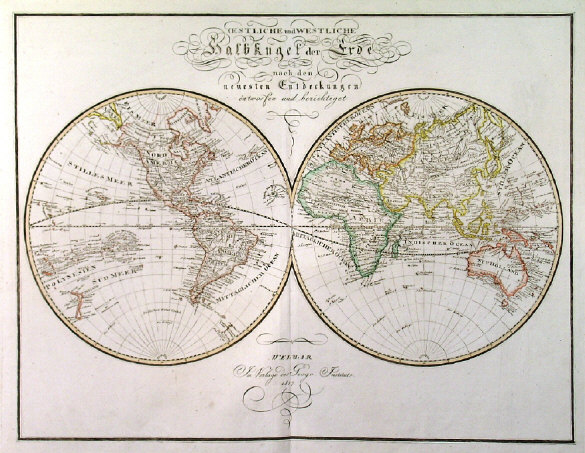
O perspectivă a lumii din anul 1817, în concordanță cu globalizarea modernă. A se observa abundența detaliilor.

Trecerea la globalizarea modernă a fost de asemenea influențată de dezvoltarea unui sistem mai politizat.  Perioada protoglobalizării a marcat o extindere constantă a statelor mai mari începând din Insulele Indoneziei și până în Nordul Scandinaviei.   Colonizarea acelor teritorii a făcut ca guvernelor să le fie mai ușor să aplice impozite, să creeze o armată, forță de muncă și o economie durabilă.   Dezvoltarea și eficientizarea acestor aspecte culturale conduc la o creștere a numărului de jucători periferici în jocul globalizării. Instituțiile juridice stabile dezvoltate în perioada târzie a procesului de protoglobalizare și în globalizarea modernă timpurie au stabilit progrese economice, drepturi de proprietate intelectuală (preponderent în Anglia), stabilitate geografică generală și îmbunătățire societală generațională. 
Schimbările înregistrate la nivel tehnologic au reprezentat încă un motiv pentru trecerea la globalizarea modernă. La începutul secolului al XIX-lea, civilizațiile europene au călătorit prin lume pentru a-și însuși o „cunoaștere impresionantă despre limbi, religii, obiceiuri și ordine politice ale altor țări.”   Până la sfârșitul secolului al XIX-lea, Europa nu mai primea nicio inovație tehnologică semnificativă din Asia.   

### Tranziția în rețelele globale
Rețelele globale dezvoltate au dus la crearea unor noi rețele care, la rândul lor, au dus la o nouă producție. În anul 1880, a avut loc o reluare a expansiunii coloniale europene. Tranziția la globalizarea modernă a fost lentă, interdependentă și suprapusă altor evenimente. La mijlocul secolului al XIX-lea, bunurile care nu erau vândute acelorași clienți, erau schimbate între continente și piețele pentru mărfurile utilizate pe scară largă. De asemenea, forța de muncă a fost înglobată la nivel mondial. Globalizarea modernă a ajuns să fie o mișcare de expansiune generală a rețelelor socio-economice, devenind mai elaborată. Un exemplu în acest sens îl constituie apariția și dezvoltarea masoneriei libere.   Rețelele comerciale existente au evoluat iar fluxurile de capital și de mărfuri au crescut.   Persistența interdependențelor pe termen lung a rămas neschimbată. Expansiunea colonial-europeană a scăzut până la începutul perioadei globalizării moderne. Societățile naționale au început să regrete integrarea economică și au încercat să limiteze efectele.  Bayly, Hopkins și alții subliniază faptul că transformarea protoglobalizării în globalizare modernă a fost un proces complex care a avut loc la momente distincte în diferite regiuni. Ea a implicat păstrarea unor noțiuni mai vechi precum valoare și raritate, noțiuni care își aveau originile în perioada premodernă, conducând la era deglobalizării economice și a războaielor mondiale care s-au încheiat după anul 1945.  